# Nikita Magaloff
Nikita Magaloff (russisk: Никита Дмитриевич Магалов tr. Nikita Dmitrijevitj Magalov ; født 21. februar 1912 – 26. december 1992) var en georgisk-russisk pianist. 
Han blev født i Sankt Petersborg i en georgisk adelig familie kaldet Maghalashvili. Magaloff og hans familie forlod Rusland i 1918, hvor de først flyttede til Finland og dernæst Paris. Her studerede han hos Isidor Philipp, leder af klaverafdelingen ved Conservatoire de Paris. Han blev også venner med Ravel og Prokofiev  der.
Nikita Magaloff var gift med Irene, datter af violinisten Joseph Szigeti. Han døde i Vevey, Schweiz den 26. december 1992.